# 梁蘭思
梁蘭思（1950年—2017年11月），曾用藝名「梁蘭詩」，香港女演員，因為參加香港節小姐競選得到季軍而入行，活躍於1970年代初至1990年代初。

## 簡歷
梁蘭思來自澳門，早年在澳門就學。她於1970年代初來到香港任職模特兒。1971年12月參加第二屆香港節小姐競選得到季軍，她曾於1972年代表香港參加亞太小姐競選。1973年成為電影《追殺》的女主角，並參演麗的電視劇。後來拍過《瘋狂大笨賊》、《龍虎灘》、《老夫子奇趣錄》、《烏龍教一》、《陳夢吉計破脂粉陣》等30多部電影。
她也曾經在拍過香港無綫電視《家變》，亞視劇集《追龍》。1974年接納朋友提議，改藝名為「梁蘭詩」，藉此希望不會再接拍暴露戲份，重新出發。梁蘭思1987年在亞視電視劇《金鳳凰》扮演古橫波。及至1990年代開始淡出娛樂圈。
2017年，傳出梁蘭思患癌的消息。同年11月梁蘭思於屯門醫院病逝。